# I-27
I-27 (Interstate 27) — межштатная автомагистраль в Соединённых Штатах Америки длиной 124,132 мили (199,771 км). Полностью располагается на территории штата Техас.

## Маршрут магистрали
Interstate 27 берёт начало немного южнее центра города Лаббок. Здесь I-27 соединена с US 87. В Лаббоке I-27 пересекает также US 84, US 62 и US 82. Затем Interstate 27 проходит через восточную часть города Нью-Дил. В городе Плейнвью Interstate 27 пересекает US 70. I-27 отделяется от US 87 южнее города Кресс, магистрали снова соединяются севернее города Тулия. Перед городом Хэппи I-27 отделяется от US 87 во второй раз. Севернее Каньона I-27 соединяется с US 87 и US 60. Северный конец Interstate 27 располагается на пересечении с I-40 в городе Амарилло.

## Основные развязки
- US 84, Лаббок
- US 62, Лаббок
- US 82, Лаббок
- US 70, Плейнвью
- US 60, Каньон